# Takahashi Takuya
Takuya Takahashi (高橋 拓也 Takahashi, Takuya, sinh ngày 30 tháng 6 năm 1989 ở Kanagawa) là một cầu thủ bóng đá người Nhật Bản thi đấu cho Giravanz Kitakyushu.

## Thống kê câu lạc bộ
Cập nhật đến ngày 23 tháng 2 năm 2018.
| Thành tích câu lạc bộ | Thành tích câu lạc bộ | Thành tích câu lạc bộ | Giải vô địch | Giải vô địch | Cúp                   | Cúp                   | Cúp Liên đoàn | Cúp Liên đoàn | Tổng cộng | Tổng cộng |
| Mùa giải              | Câu lạc bộ            | Giải vô địch          | Số trận      | Bàn thắng    | Số trận               | Bàn thắng             | Số trận       | Bàn thắng     | Số trận   | Bàn thắng |
| Nhật Bản              | Nhật Bản              | Nhật Bản              | Giải vô địch | Giải vô địch | Cúp Hoàng đế Nhật Bản | Cúp Hoàng đế Nhật Bản | J. League Cup | J. League Cup | Tổng cộng | Tổng cộng |
| --------------------- | --------------------- | --------------------- | ------------ | ------------ | --------------------- | --------------------- | ------------- | ------------- | --------- | --------- |
| 2012                  | YSCC Yokohama         | JFL                   | 31           | 0            | 2                     | 0                     | –             | –             | 33        | 0         |
| 2013                  | YSCC Yokohama         | JFL                   | 28           | 0            | –                     | –                     | –             | –             | 28        | 0         |
| 2014                  | YSCC Yokohama         | J3 League             | 28           | 0            | 2                     | 0                     | –             | –             | 30        | 0         |
| 2015                  | YSCC Yokohama         | J3 League             | 36           | 0            | –                     | –                     | –             | –             | 36        | 0         |
| 2016                  | Yokohama F. Marinos   | J1 League             | 0            | 0            | 0                     | 0                     | 0             | 0             | 0         | 0         |
| 2017                  | Giravanz Kitakyushu   | J3 League             | 16           | 0            | 2                     | 0                     | –             | –             | 18        | 0         |
| Tổng cộng sự nghiệp   | Tổng cộng sự nghiệp   | Tổng cộng sự nghiệp   | 139          | 0            | 6                     | 0                     | –             | –             | 145       | 0         |